# William Chester Lankford

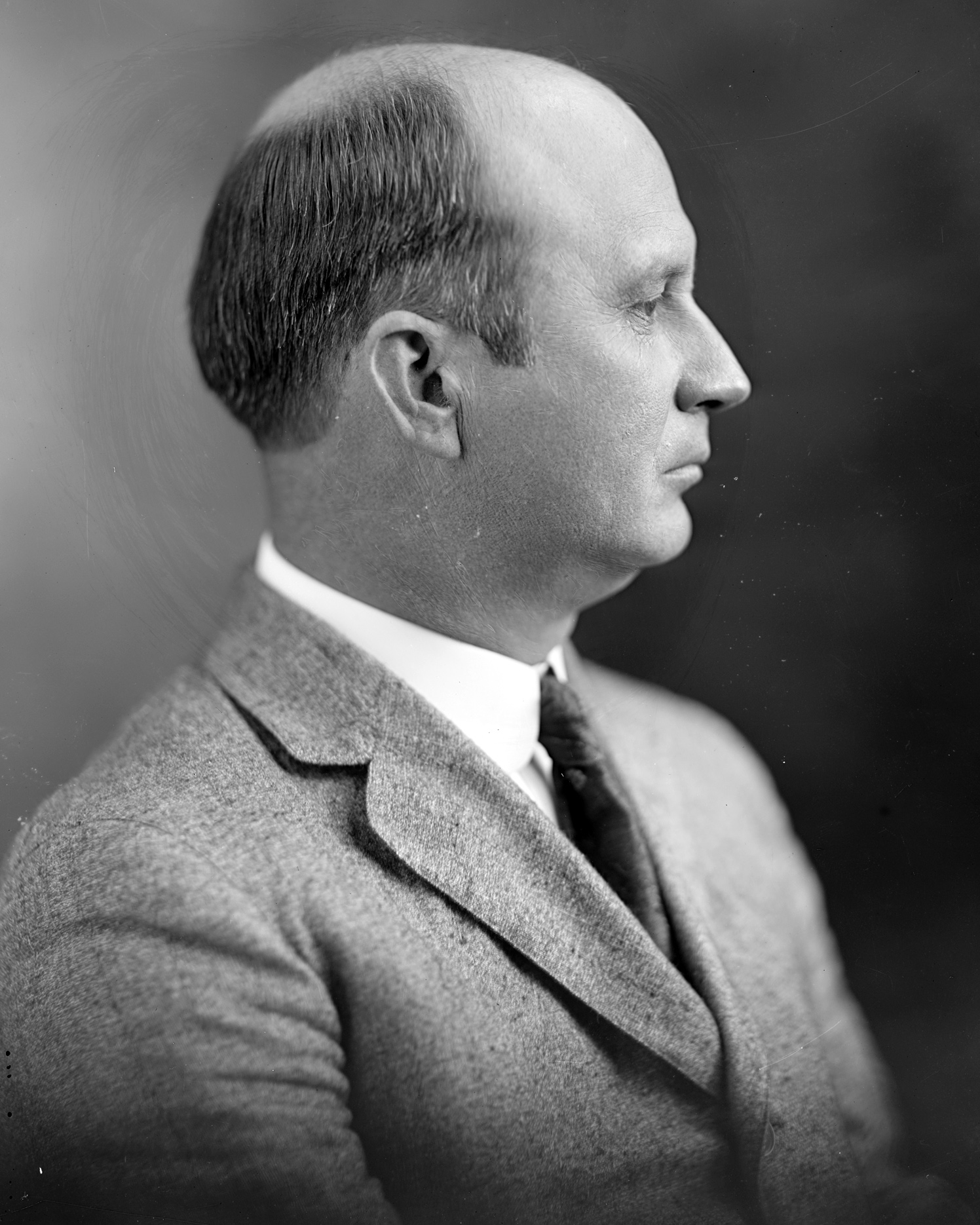
William Chester Lankford

William Chester Lankford (* 7. Dezember 1877 im Clinch County, Georgia; † 10. Dezember 1964 in Twin Lakes, Georgia) war ein US-amerikanischer Politiker. Zwischen 1919 und 1933 vertrat er den Bundesstaat Georgia im US-Repräsentantenhaus.

## Werdegang
William Lankford besuchte die öffentlichen Schulen seiner Heimat und arbeitete danach in seinem Heimatbezirk selbst für einige Jahre als Lehrer. Danach absolvierte er bis 1897 das Jasper Normal Institute in Jasper (Florida). Danach besuchte er bis 1900 das Georgia Normal College and Business Institute in Abbeville. Nach einem anschließenden Jurastudium an der University of Georgia in Athens und seiner im Jahr 1901 erfolgten Zulassung als Rechtsanwalt begann er in Douglas in seinem neuen Beruf zu arbeiten. Im Jahr 1906 wurde er zum Bürgermeister dieser Stadt gewählt. Zwischen 1907 und 1918 war Lankford Mitglied im Bildungsausschuss seiner Heimatstadt. Dort war er von 1908 bis 1916 auch als Richter tätig.
Politisch war Lankford Mitglied der Demokratischen Partei. Im Jahr 1916 kandidierte er noch erfolglos für den Kongress. Bei den Kongresswahlen des Jahres 1918 wurde er dann im elften Wahlbezirk von Georgia in das US-Repräsentantenhaus in Washington, D.C. gewählt, wo er am 4. März 1919 die Nachfolge von John Randall Walker antrat. Nach sechs Wiederwahlen konnte er bis zum 3. März 1933 sieben Legislaturperioden im Kongress absolvieren. In dieser Zeit wurden dort der 18., der 19. und der 20. Verfassungszusatz verabschiedet. Dabei ging es um das Ende 1933 wieder aufgehobene Prohibitionsgesetz, die bundesweite Einführung des Frauenwahlrechts sowie die Vorverlegung des Beginns der Legislaturperioden des Kongresses bzw. der Amtszeiten des Präsidenten. Letzterer Zusatzartikel wurde kurz vor dem Ende von Lankfords letzter Amtszeit verabschiedet.
1932 wurde William Lankford von seiner Partei nicht mehr für die Wiederwahl in den Kongress nominiert. In den folgenden Jahren arbeitete er wieder als Rechtsanwalt. Zwischen 1935 und 1942 war er für die Bundesbehörde General Accounting Office tätig. Danach zog er sich in seinen Ruhestand zurück. William Lankford starb am 10. Dezember 1964 in Twin Lakes und wurde in Douglas beigesetzt.